# Porcellio saltuum
Porcellio saltuum är en kräftdjursart som beskrevs av Koch 1901. Porcellio saltuum ingår i släktet Porcellio och familjen Porcellionidae. Inga underarter finns listade i Catalogue of Life.